# كاثلين وين
كاثلين أ'وداي وين (بالإنجليزية: Kathleen O'Day Wynne)‏ (ولدت في 21 مايو 1953) هي سياسية كندية شغلت منصب رئيسة وزراء مقاطعة أونتاريو ومنصب زعيمة حزب أونتاريو الليبرالي من عام 2013 حتى عام 2018. كما أن وين عضوة في البرلمان الإقليمي الخاص بمقاطعة أونتاريو عن دائرة دون فالي ويست.
انتُخبت ويين، وهي ناشطة مجتمعية، لأول مرة لمنصب عام كأمينة مجلس التعليم المحلي بتورونتو في عام 2000. ثم انتُخبت لاحقًا في البرلماني الإقليمي في أونتاريو في عام 2003. وعملت في العديد من المناصب الوزارية، تحت رئاسة رئيس الوزراء دالتون مكغوينتي، بما في ذلك منصب وزير البلدية الشؤون والإسكان وشؤون السكان الأصليين حتى استقالتها لتترشح لرئاسة الحزب الليبرالي في اونتاريو عندما أعلن ماكغينتي استقالته كرئيس له في عام 2012.
حلّت وين محل ماكغينتي كرئيسة للوزراء بعد فوزها في سباق رئاسة الحزب الليبرالي باونتاريو، ثم قادت الحزب إلى الفوز بالأغلبية في انتخابات مقاطعة أونتاريو 2014. وقادت وين حزبها في انتخابات مقاطعة أونتاريو عام 2018، نحو فقدان صفة الحزب الرسمي في أسوأ هزيمة لحزب حاكم في تاريخ مقاطعة أونتاريو. استقالت وين فيما بعد كزعيمة لحزب أونتاريو الليبرالي في ليلة الانتخابات. حيث قدمت وين استقالتها الرسمية من منصب رئيس الوزراء بتاريخ 29 يونيو عام 2018.
وين هي أول امرأة تشغل منصب رئيس وزراء أونتاريو وأول رئيسة وزراء مقاطعة مثلي أو مثلية الجنس علنا في كندا.

## النشأة والتعليم
ولدت وين في تورونتو بتاريخ 21 مايو عام 1953، لأب كندي، وكانت أمها مغنية هاجرت من جزر الباهاماس إلى كندا.
حصلت وين على بكالوريوس في الفنون درجة في جامعة كوينز وماجستير في الفنون درجة في اللغويات من جامعة تورونتو. وحصلت على درجة الماجستير في التربية في تعليم الكبار من معهد أونتاريو للدراسات التربوية (التابع لجامعة تورنتو). كانت عضوة في لجنة الانضباط التابعة لجمعية أونتاريو للأطباء النفسيين في الفترة من 1997 إلى 2000.
شغلت وين منصب رئيس معهد تورونتو للعلاقات الإنسانية. في عام 1996، ساعدت في تأسيس «مواطنون من أجل الديمقراطية المحلية»، الذين عارضوا جهود حكومة أونتاريو التقدمية المحافظة من أجل دمج مترو تورنتو. أسست شبكة الوالدين للمترو (المعروفة الآن باسم شبكة الآباء في تورونتو) والتي تدعم التحسينات في نظام التعليم العام في المقاطعة، وشاركت في العديد من النشاطات الاجتماعية الأخرى.
قبل إعلانها عن كونها مثلية الجنس في سن 37، كانت متزوجة من فيل كاوبيرثويت، وأنجبت منه ثلاثة أطفال. وهي تعيش الآن مع زوجتها، جين رونثويت، التي ذكرت وين أن يشار إليها على أنها «شريكتها» (بدلاً من زوجتها). تزوجتا في يوليو 2005 في كنيسة فيرلون يونايتد في تورونتو. وين هو عضو في الكنيسة المتحدة لكندا.

## أمينة المدرسة
ترشحت وين لأول مرة لأمانة الجناح 12 عام 1994، لكنها هزمت من قبل آن فانستون. وترشحت مرة أخرى في عام 2000، وانتخبت كأمينة مدرسة عامة في جناح تورنتو 8. وخلال الحملة، تم وصفها بأنها «مثلية متطرفة» في المنشورات التي وزعها تجمع «المواطنين المعنيين في نيويورك وشمال تورونتو».
في عام 2001، ساعدت وين في تمرير تدابير يشجع المدارس العامة على شراء المواد التعليمية التي تعكس وجود الآباء والأمهات المثليين في المجتمع الحديث. في ديسمبر 2001، ترشحت لرئاسة مجلس إدارة المدرسة ولكن تمت هزيمتها من قبل دونا كانزفيلد في تصويت 12-10 أصوات.

## بداياتها في السياسة الإقليمية
كان وين مؤسسًا مشاركًا لجون سيويل من منظمة «مواطنون من أجل الديمقراطية المحلية»، حاولت أن تدخل السياسة المحلية وسعت للحصول على ترشيح الحزب الليبرالي في سانت بول للانتخابات المحلية في أونتاريو 1999 لكنها هزمت في ترشيح الحزب من قبل مايكل براينت بفارق 328 صوتا مقابل 143. تم انتخابها إلى مجلس المدرسة في العام التالي، وفي عام 2003، أصبحت المرشحة الليبرالي في دون فالي ويست. في الانتخابات المحلية في تورونتو لعام 2003، هزمت وين المحافظ التقدمي ديفيد تيرنبول الذي كان وزيرا محليا حينها بأكثر من 5000 صوت وأصبحت عضوة في البرلمان الإقليمي في أونتاريو. فاز الليبراليون في الانتخابات، وتم تعيين وين مساعدة برلمانية لوزيرة التدريب والكليات والجامعات، ماري آن تشامبرز، في أكتوبر 2003. وتم تعيينها في أكتوبر 2004، كمساعدة برلمانية لوزير التربية والتعليم جيرارد كينيدي.
من يونيو 2005 إلى نوفمبر 2005، عملت كعضو في اللجنة المختارة للإصلاح الانتخابي،
في 18 سبتمبر 2006، تمت ترقيتها إلى وزير التعليم في مجلس الوزراء بسبب استقالة جو كورديانو من السلطة التشريعية. وكانت أول وزيرة مثلية الجنس علنا في المقاطعة، وثاني وزير مثلي أو مثلية أو مزدوج الميول الجنسية أو متحول جنسي بعد نائب رئيس الوزراء جورج سميثرمان. وفي 18 يناير 2010، انتقلت إلى وزارة النقل، وفي عام 2011 تم تعيينها وزيرة للشؤون البلدية والإسكان وشؤون السكان الأصليين.
في الانتخابات المحلية في أونتاريو لعام 2007، واجهت وين تحديًا من قبل زعيم حزب المحافظين التقدميين جون توري. على الرغم من أنه كان من المتوقع أن تكون النتيجة متقاربة، فقد أعيد انتخاب وين بنسبة 50.4 في المائة من الأصوات، متغلبا على توري الذي جاء في المرتبة الثانية بنسبة 39.7 في المائة من الأصوات.

## سباق رئاسة الحزب اليبرالي في أونتاريو في عام 2013

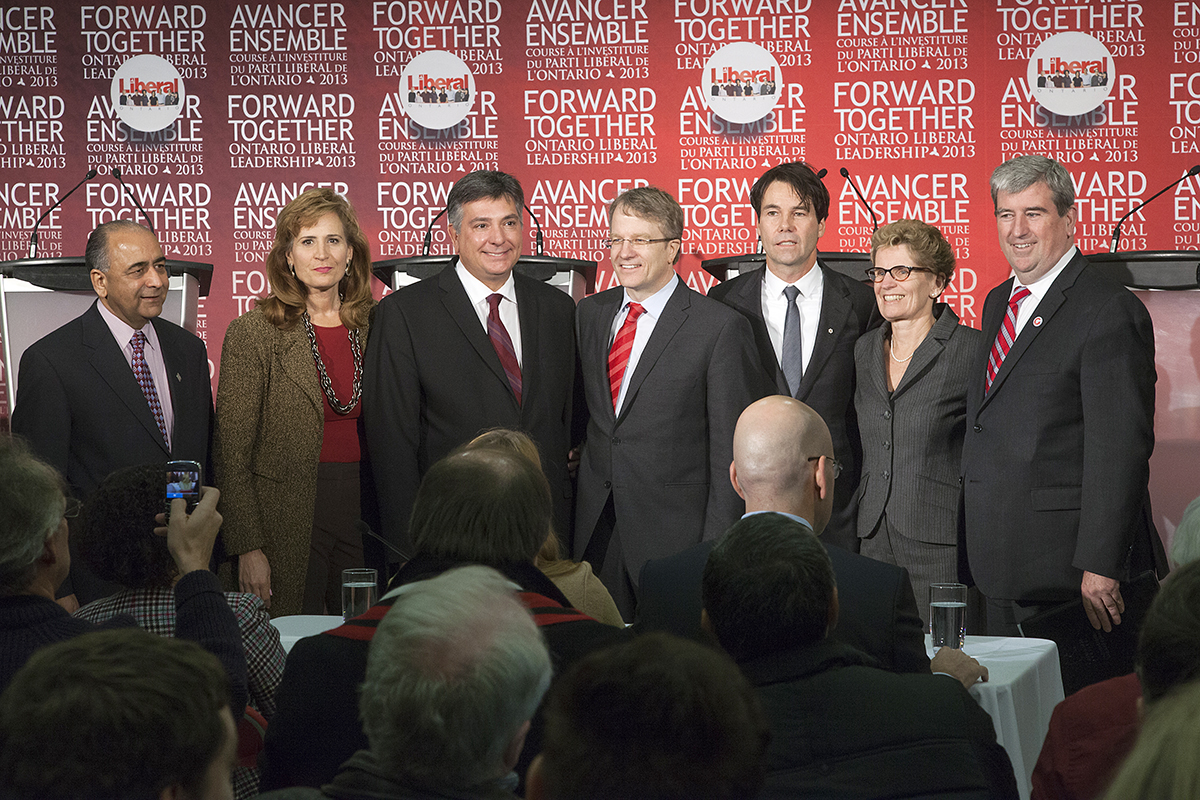
كاثرين وين الثانية على يمين الصورة من بين المرشحين الآخرين على رئاسة الحزب الليبرالي في أونتاريو

أعلن رئيس وزراء مقاطعة أونتاريو ماكغينتي في 15 أكتوبر عام 2012 عن استقالته من منصبه زعيما لحزب أونتاريو الليبرالي وكرئيس الوزراء في المقاطعة بمجرد اختيار خليفة له.
استقالت وين من منصبها الوزاري في 2 نوفمبر 2012 وترشحت لزعامة الحزب بعد ثلاثة أيام. كان يُنظر إلى وين على أنها المرشحة الأكثر حظا لرئاسة الحزب. كان لديها أكبر عدد من المؤيدين ليكونوا مندوبين في المؤتمر، مع 1533، وكانت المرشحة الوحيدة التي كان لديها مؤيدون في كل الأقسام 107 من المقاطعة. أعلن غلين موراي عن انسحابه من سباق زعامة الحزب وأيد ترشيح وين، وذلك قبل أيامٍ من بدء الأعضاء في انتخاب المندوبين. وبالرغم من تنافسها مع معظم الداعمين لشغل مناصب المندوبين، احتلت وين المرتبة الثانية، بعدد 468 مندوبا.
في المؤتمر الذي عقد في 26 يناير 2013، استخدمت خطابها لمناقشة إصلاح العلاقات مع المعلمين، والعمل مع أحزاب المعارضة، واستهدفت منافستها الرئيسية «بيباتيلو»، التي لم تحتل مقعدًا، بقولها أنها مستعدة للحكم وسوف تجمع الهيئة التشريعية للانعقاد في 19 فبراير. كما تحدثت عن ميولها الجنسية قائلة: «عندما ترشحت في عام 2003، قيل لي أن سكان» نورث تورنتو«و» ثورنكليف بارك«لم يكونوا مستعدين لانتخاب امرأة مثلية الجنس. حسناً، يبدو أنهم كانوا مستعدين.» ومضت تقول: «لا أعتقد أن الناس في أونتاريو يحكمون على قادتهم على أساس العرق أو اللون أو الميول الجنسية - لا أعتقد أنهم يحملون هذا التحيز في قلوبهم».
عندما أُعلِن عن نتائج الاقتراع الأولى، حصلت وين على 597 صوتًا، متخلفة عن بوباتيلو بفارق صوتين فقط. وحصلت بوباتيلو في الاقتراع الثاني على 67 صوتًا أكثر من وين. وحلَّ تاخار، الذي ترك اسمه في الاقتراع الثاني، في المرتبة الأخيرة وتم استبعاده من السباق. وأيد أغلب المنافسين المستبعدين من سباق زعامة الحزب وين. وبدعمهم كان فوزها مضمونًا في الاقتراع الثالث. عندما أُعلِنَ عن نتائج الاقتراع الثالث، حيث حصلت وين على 57 في المائة من الأصوات مقابل 43 في المائة لبوباتيلو.

## رئاسة وزراء أونتاريو (2013-2018)

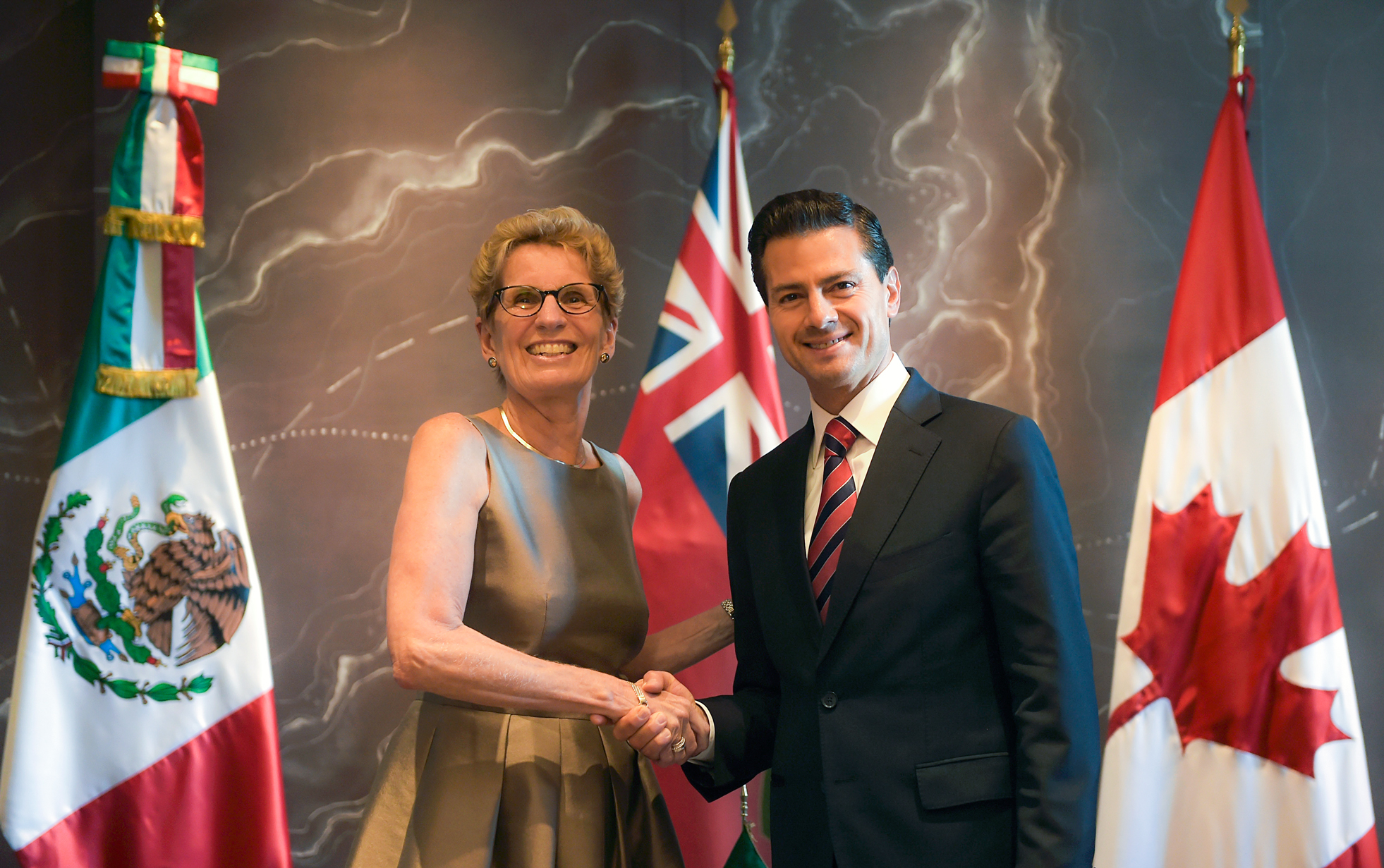
وين مع الرئيس المكسيكي إنريكه بينيا نييتو في عام 2016.

أدت وين القسم كرئيسة وزراء أونتاريو في 11 فبراير 2013، لتصبح أول امرأة رئيسة وزراء في المقاطعة، وأول رئيس وزراء مقاطعة أو إقليم أو رئيس وزراء على مستوى وطني في كندا مثلي أو مثلية الجنس بشكل علني. بعد 4 أشهر من تأجيل السلطة التشريعية، استأنفت وين البرلمان الإقليمي في 17 فبراير 2013.
وتميزت فترة حمكها بعديد الأمور والقضايا المثيرة للجدل والانتقادات الشخصية أو عبر النت بسبب عديد السياسات والأوامر في فترة حكمها، كإبدالها لبرنامج التربية الجنسية ليشمل المثلية الجنسية والتحول الجنسي، وكذلك فضائح سياسية ومالية، وخلافات حول ميزانيات أعوام 2013، و2015، و2016.
وقد أدى كل هذا إلى قيادة وين لحزبها إلى فقدان «صفة الحزب الرسمي» في أسوأ هزيمة لحزب حاكم في تاريخ مقاطعة أونتاريو، خلال انتخابات مقاطعة أونتاريو عام 2018، واستقالت وين فيما بعد كزعيمة للحزب الليبرالي في ليلة الانتخابات. قدمت وين استقالتها الرسمية من منصب رئيس الوزراء في 29 يونيو عام 2018.

## الحياة الشخصية
قبل إعلانها عن كونها مثلية الجنس في سن 37، كانت متزوجة من فيل كاوبيرثويت، وأنجبت منه ثلاثة أطفال. وهي تعيش الآن مع زوجتها، جين رونثويت، التي ذكرت وين أن يشار إليها على أنها «شريكتها» (بدلاً من زوجتها). تزوجتا في يوليو 2005 في كنيسة فيرلون يونايتد في تورنتو. وين هو عضو في الكنيسة المتحدة لكندا. 
وين هي أول امرأة تشغل منصب رئيس الوزراء في أونتاريو وأول رئيسة وزراء مثلي أو مثلية الجنس علنا في كندا. 

## وصلات خارجية
- الموقع الرسمي
 (بالإنجليزية)
- التاريخ البرلماني في جمعية أونتاريو التشريعية (بالإنجليزية)
- سيرة كاثلين وين على الموسوعة الكندية (بالإنجليزية)